# Peptide inibitorio gastrico
Il peptide inibitorio gastrico (o GIP, acronimo di Gastric Inhibitory Peptide), è un composto proteico (oggi più conosciuto col nome di Glucose-dependent Insulinotropic Peptide sempre siglato GIP) con funzione ormonale secreto da cellule duodenali specializzate.
Viene rilasciato in due fasi all'arrivo del chimo gastrico nella prima porzione dell'intestino tenue. 
Inizialmente è stimolato dalla presenza di glucidi, in un secondo momento reagirà alla presenza di grassi; in ogni caso ha la funzione di inibire la secrezione delle cellule ossintiche dello stomaco.